# Аманбоктер
Аманбоктер (Аманбухтор, каз. Аманбөктер) — село в Саркандском районе Жетысуской области Казахстана. Административный центр Аманбоктерского сельского округа. Расположено примерно в 20 км к юго-востоку от районного центра, города Сарканд. Код КАТО — 196033100.

## Население
В 1999 году население села составляло 627 человек (323 мужчины и 304 женщины). По данным переписи 2009 года, в селе проживало 510 человек (264 мужчины и 246 женщин).